# Diego de la Calzada
Diego de la Calzada (Mucientes, Valladolid, hacia 1545 - ¿Auñón?, Guadalajara, hacia 1625) fue un prelado de la Iglesia católica que sirvió como Obispo Auxliar de la Archidiócesis de Toledo (1578–1589?).

## Biografía
Fue nombrado el 17 de febrero de 1578, durante el papado de Gregorio XIII, Obispo Auxiliar de la diócesis de Toledo y Obispo Titular de Salona (título honorífico). Participó en las consagraciones obispales de Francisco Trujillo García, Obispo de León (1578); Antonio Manrique, Obispo de Calahorra y La Calzada (1587); Antonio Zapata y Cisneros, Obispo de Cádiz (1587); Pedro Portocarrero (inquisidor general), Obispo de Calahorra y La Calzada (1589), y Juan de Zuazola, Obispo de Astorga (1589).
Hay noticia de que en 1582 ya residía en Auñón y que visitó Almonacid de Zorita para confirmar a unos niños, por lo que fue agasajado por los vecinos de esa localidad que mucho hacía no recibían la visita de obispo alguno.
Erigió la Capilla llamada del Obispo de Salona en el pueblo alcarreño de Auñón. Parece que falleció en Auñón, alrededor de 1625, cuando descansaba en un convento de religiosos franciscanos fundado en 1575 y ya desaparecido. Pudo ser enterrado en esa localidad, en la Ermita de la Concepción, según se dedujo de unas excavaciones arqueológicas llevadas a cabo en enero de 1958.